# Shihomi Fukushima
Shihomi Fukushima (født 1995) er en japansk kvindelig fægter, der specialiserer sig i sabel.
Hun repræsenterede Japan under Sommer-OL 2020 i Tokyo, hvor hun deltog i holdkonkurrencen.
Hun repræsenterede Japan ved sommer-OL 2024 i Paris, hvor hun vandt bronze i holdkonkurrencen.